# Друговичи (Гацко)
Друговичи (серб. Друговићи / Drugovići) — село в общине Гацко Республики Сербской Боснии и Герцеговины. В настоящее время село необитаемо.